# Caridina excavatoides
Caridina excavatoides is een garnalensoort uit de familie van de Atyidae. De wetenschappelijke naam van de soort is voor het eerst geldig gepubliceerd in 1961 door Johnson.